# Det är mitt liv!
Det är mitt liv! är en dansk film från 2003 i regi av Anders Gustafsson.

## Handling
Ett triangeldrama mellan 16-åriga Mille, hennes knarkande pojkvän Kenny och nya grannen Sami.

## Rollista (urval)
- Stephanie Leon - Mille
- Nicolas Dufour - Kenny
- Christopher Læssø - Sami
- Sofie Helqvist - Anja